# Stenasellus pardii
Stenasellus pardii is een pissebed uit de familie Stenasellidae. De wetenschappelijke naam van de soort is voor het eerst geldig gepubliceerd in 1966 door Lanza.